# Sebastián Rosano
Sebastián Rosano Escobar (* 25. Mai 1987 in Rivera) ist ein uruguayischer ehemaliger Fußballspieler.

## Karriere
Der je nach Quellenlage 1,78 Meter oder 1,79 Meter große Mittelfeldakteur Rosano spielte 2002 in der Liga Departamental de Fútbol de Rivera in der U-18 für Sarandí Universitario und belegte mit dem Team im Torneo Clasificatorio den 4. Platz. Er trug dazu mit zwei Treffern in den Partien gegen Artigas und Ansina bei. Er gehörte zu Beginn seiner Karriere von der Apertura 2005 bis mindestens in die Apertura 2007 dem Kader des Erstligisten Montevideo Wanderers an. In der erstgenannten Halbserie absolvierte er neun Partien (kein Tor) in der Primera División. Ende Januar 2008 ist dann sein Transfer zum italienischen Erstligisten Cagliari Calcio verzeichnet. Bis zum Saisonende wurde er jedoch in der Serie A nicht aufgestellt. Im August 2008 wechselte er für ein knappes Jahr nach Argentinien zu CA Tigre. Bei den Argentiniern lief er in 29 Begegnungen der Primera División auf und traf einmal ins gegnerische Tor. Beim anschließenden, von Juli 2009 bis Juli 2010 währenden Engagement bei Tigres Ligakonkurrenten Racing Club de Avellaneda kam er elfmal (kein Tor) in der höchsten Liga Argentiniens zum Einsatz. In der Spielzeit 2010/11 stand er wieder bei den Montevideo Wanderers unter Vertrag und bestritt 21 Ligaspiele (kein Tor). Im August 2011 schloss er sich dem Club Atlético Peñarol an und absolvierte zwölf Erstligapartien (drei Tore) und zwei Spiele (kein Tor) in der Copa Libertadores. Ab Juli 2012 wählte er seine nächste Karrierestation dann in Honduras. Dort lief er in der Liga Nacional 2012/13 35-mal (zwei Tore) und in der Liga Campeones viermal (kein Tor) auf. Zur Apertura 2014 kehrte er nach Uruguay zurück und band sich zunächst für ein Jahr an den in Las Piedras beheimateten Klub Juventud. In der Spielzeit 2014/15 wurde er 14-mal (kein Tor) in der höchsten uruguayischen Spielklasse eingesetzt. Sein letzter Einsatz für den Klub datiert vom 22. Februar 2015. Mindestens seit März 2017 wird er als Spieler des Tacuarembó FC geführt.